# 経度賞

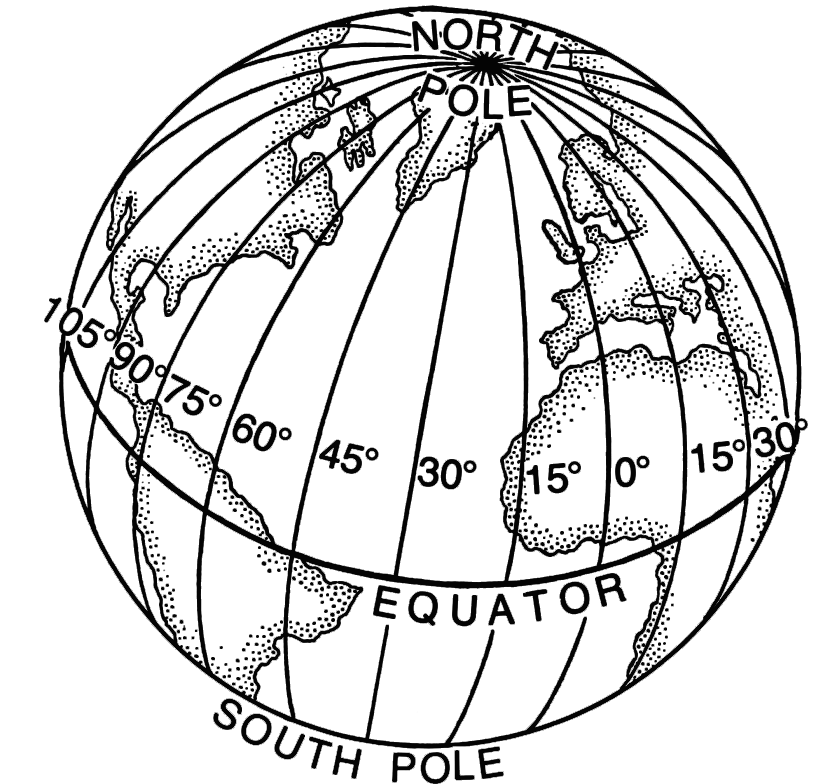
地球上の経度線

経度賞（けいどしょう、longitude rewards）は、イギリス政府が、船舶において現在地の経度を正確に決定するための簡単で実用的な方法に対して提供した報奨金の制度である。1714年に議会法（経度法）によって制定され、報奨は経度委員会によって管理された。
経度決定の問題に対する報奨金制度は、これが初めてではなかった。スペイン国王フィリップ2世が1567年、フィリップ3世が1598年に6000ドゥカートの報奨金と年金を提供し、同じ時期にオランダ国会は1万フローリンを提供した。1675年、ロバート・フックはばね仕掛けの時計を発明したことにより、英国で1000ポンドの報奨金を申請しようとした。このような巨額の報奨金は支払われなかったが、何人かは重要な功績に対して少額の報奨金を受け取った。

## 経度の問題
経度の測定は、人々が大洋横断の航海を始めたときから焦点となっていた問題だった。正午の太陽の高度から、その日の太陽の赤緯を与える表を使用することにより、緯度を決定するのは比較的簡単だった。経度については決定する方法がなく、初期の航海士は、船舶の針路の方位と速度からの計算に基づく推測航法に頼らなければならなかった。その多くは、船長や航海士の直感に基づいていた。これは、陸地の見えない場所での長い航海では不正確であり、現在地を見失って遭難することも多かった。正確な経度の決定は、磁気偏角を決定するためにも必要だった。これは方位磁針が示す磁北と真北の間の差であり、大西洋やインド洋の重要な航路では最大で10度異なることがある。そのため、海上において経度を判断するための適切な解決策を見つけることが最も重要だった。
経度法では、海上での経度の決定についてのみ規定していた。17世紀以降、陸上で合理的に正確に経度を判断するのは、天文学的な「時計」として木星のガリレオ衛星を使用することによって可能になった。月は陸上で容易に観測できたが、船の甲板からそれを確実に観測しようとする多くの試みは失敗に終わった。経度を特定するためのその他の取り組みの詳細については、「経度の歴史」を参照のこと。
長く航海するためのより良い航法精度の必要性は、1714年にイギリスで経度法が可決されるまで、何世紀にもわたって多くのヨーロッパ諸国によって探求されてきた問題であった。ポルトガル、スペイン、オランダは、1598年という早い時期に経度の問題を解決するための金銭的なインセンティブを提供した。
経度の問題への対処は、主に3つのカテゴリに分類される。地上のものを使うもの、天体を使うもの、機械を使うものである。これには、詳細な地図、月の運行表、および海上での計時メカニズムが含まれていた。1714年の経度法と最大かつ最も有名な報酬である経度賞の提供の迅速な可決をもたらしたのは、科学的・技術的な好奇心ではなく、海洋探査で得られる経済的利益と政治的権力であると、学者は主張している。

## 報奨制度の成立
1700年代初頭には、1707年のシリー諸島での海軍艦隊の大破など、大規模で悲劇的な海上災害が多く発生した。その頃、数学者トーマス・アックスは、「真の経度」を見つけるための有望な研究に対して1000ポンドの賞を授与し、世界地図の修正に携わった学者に毎年金銭を支払うことを決めた。
1713年、ウィリアム・ホイストンとハンフリー・ディットンの経度法案が国会の開会時に発表され、経度の問題を一般的に理解することにより、1714年7月8日に国会委員会が設立され経度法が速やかに可決された。この法律では、正確さのレベルに基づいた以下の3種類の報奨金が規定されている。これはアックスの賞と同じ精度要件であり、ホイストンとディットンが請願書に設定し、アイザック・ニュートンとエドモンド・ハレーによって議会委員会に推薦されたものである。
- 10,000ポンド（2015年で130万ポンド相当[10]） -  1度（60海里 (110 km; 69 mi) ）に相当）以下の精度で経度を決定できる方法に対して
- 15,000ポンド（2015年で196万ポンド相当[10]） -  40分以下の精度で経度を決定できる方法に対して
- 20,000ポンド（2015年で261万ポンド相当[10]） -  30分以下の精度で経度を決定できる方法に対して

さらに、沿岸から80地理マイル以内（船舶が最も危険にさらされる場所）で機能する方法を発見した人、および、有望なアイデアを持っているが試験のために財政的支援を必要とする人に報奨金が与えられた。
提案された方法は、イギリスから西インド諸島の港まで航海し（約6週間）、その間、提案された方法によって上記の範囲内で経度を決定できるかによって試験される。また、候補者は、経度がすでに正確に分かっている特定の陸上地物の経度を決定することによって、彼らの方法の正確さを実証することを要求される。議会委員会は経度委員会も設立した。この審査委員会は、提案された解決策を検討し、賞金レベルの条件を完全には満たしていないがまだ奨励に値すると見込まれる有望なプロジェクトに対して最大2,000ポンドまでの前払いを付与する権限を与えられた。報奨金の要件の正確な条件は、後にジョン・ハリソンら何人かの受取人によって争われることとなった。ジョン・ハリソンは、最終的に合計23,065ポンドの支払いを受け取ったが、20,000ポンドはなかなか支払われなかった。経度委員会は100年以上存在し続けた。1828年に正式に解散され、合計で10万ポンドを超える額が支払われた。

## 著名な受賞者
経度法は経度の問題を解決するための非常に大きなインセンティブを提供した。オイラーやマイヤーなど、後になって報奨金を受け取った人たちの中には、そのお金がインセンティブではなく、航海術と地図作成の重要な改善であることを公に明らかにしたものがある。  ケンドールやハリソンらは、自分たちの仕事に対して十分な報奨金を求めて経度委員会や他の政府関係者に訴えなければならなかった。さらに一部の人たちは過激で非実用的な理論を提出した。そのうちのいくつかはハーバード大学のホートン図書館のコレクションで見ることができる。計器や天文学の改良のための計画とアイデア（実用的なもの、非実用的なものの両方）は、経度委員会のデジタルアーカイブで見ることができる。
経度委員会は一度に2万ポンドを授与しなかったが、彼らは計装の改善や地図・星図の出版に対して、それらの仕事を認めてさまざまな個人に金銭を提供した。

### 金額による受賞者のリスト
- ジョン・ハリソン – 次の節で詳述するが、長年の理事会との協議の末に総額23,065ポンドが授与された。
- トーマス・マッジ – 1777年にマリンタイムキーパーを開発したことに対する500ポンドの前払いと、1793年に特別委員会がその成果を称えて承認した3,000ポンドを受賞した[15]。
- トビアス・マイヤー – 1766年にThe National Almanacに掲載され、ジェームズ・クックが航海に使用した月距表に対し、3,000ポンドが彼の未亡人に授与された[16]。
- トーマス・アーンショウ – クロノメーターの長年の設計と改良に対し3,000ポンドが授与された[17]。
- チャールズ・メイソン（英語版） – マイヤーの月の運行表に対する様々な貢献と改善に対して1,317ポンドの賞金が授与された[17]。
- ラーカム・ケンドル（英語版） – ハリソンの海上時計の複製と改良および単純化に対し合計800ポンド（K1（ハリソンのH4のケンドールによる複製）に500ポンド、それを改良したK2に200ポンド、最後の改良モデルのK3に100ポンド）[15]。
- ジェシー・ラムスデン（英語版） – エンジン分割六分儀に対して615ポンドが授与された。ただし、彼の手法と設計を他の機器製作者と共有することを条件とした[7]。
- ジョン・アーノルド –賞金に要求される精度は満たされなかったが、彼の計時の設計と実験を改良するために300ポンドが与えられた[15]。
- レオンハルト・オイラー –マイヤーを支援した月距法への貢献に対し300ポンドが授与された。
- ナサニエル・デイビーズ – マイヤーの月望遠鏡の設計に対して300ポンドが授与された[17]。

コミッショナーと経度委員会によって行われた報奨金の完全なリストは、経度委員会の財政に関する記事の付録として、デレク・ハウゼによって作成された。

#### その他の応募者
エリザベス・ジョンソンとジェーン・スクワイアの2人の女性が経度委員会に提案を提出したことが知られている。彼女らの提案は経度委員会のデジタル化された論文の中にある。

## ジョン・ハリソンの報奨金をめぐる論争
経度法の下で最も報奨金が支払われたのはジョン・ハリソンである。彼はH4シーウォッチなどの海上での計時法の改良に対して報奨金が支払われた。経度法が可決されたとき、ハリソンは21歳だった。彼はそれから45年かけて、自らの計時法の設計を完成させた。 彼は1737年に経度長官から最初の報奨金を受け取ったが、最終的な報奨金の支払いは80歳になるまで行われなかった。
ハリソンは1737年に最初の250ポンドを授与された。彼はこの資金を元に、H1シークロックを改善したH2を設計した。H2とH3の完成により、2,000ポンドが1741年から1755年にかけて提供された。1760年から1765年にかけて、ハリソンは時計の製作、海上での試験、そして彼の海上時計H4の性能に対する最終的な賞に関連する様々な経費として2,865ポンドを受け取った。元の経度法における最高の報奨金に要求される精度を超えるH4のパフォーマンスにもかかわらず、ハリソンは7,500ポンド（1万ポンドから1762年と1764年に受け取った額を差し引いた額）しか報奨金を受けられず、残りの1万ポンドを受け取るためには、作成した装置の製造法を明らかにし、それが複製できることを示さなければならないと言われた。
ハリソンは、H4の複製を要求された2つではなく1つ作成し、彼と家族はそれ以上の報奨金を求める嘆願書に対し経度委員会からの回答がなかったため、国王ジョージ3世に直接訴えた。1773年に国会により8,750ポンドの報奨金が与えられ、報奨金の総額は36年間で23,065ポンドとなった。